# L'Arlecchino (quotidiano)

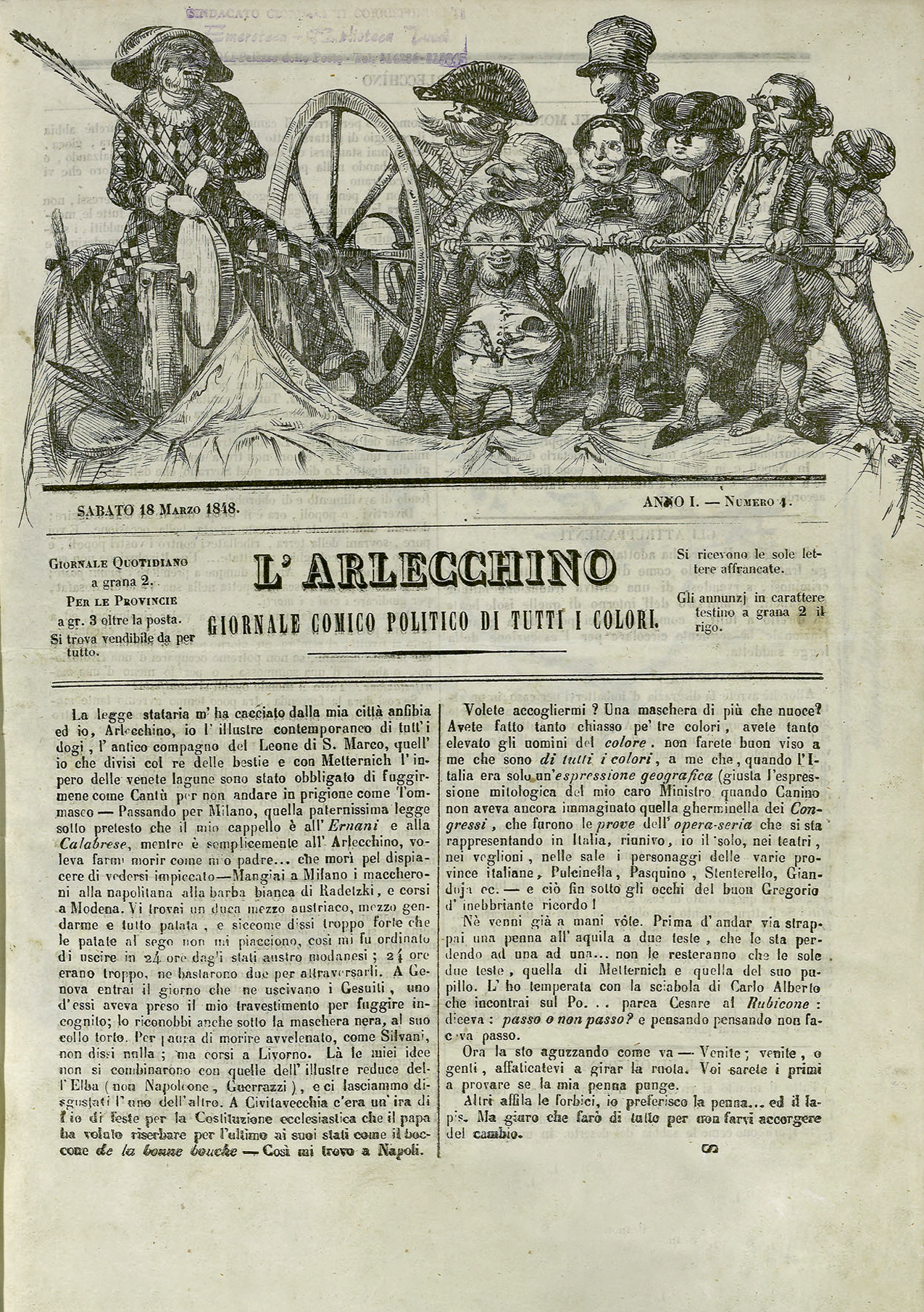
La prima pagina del primo numero del 18 marzo 1848

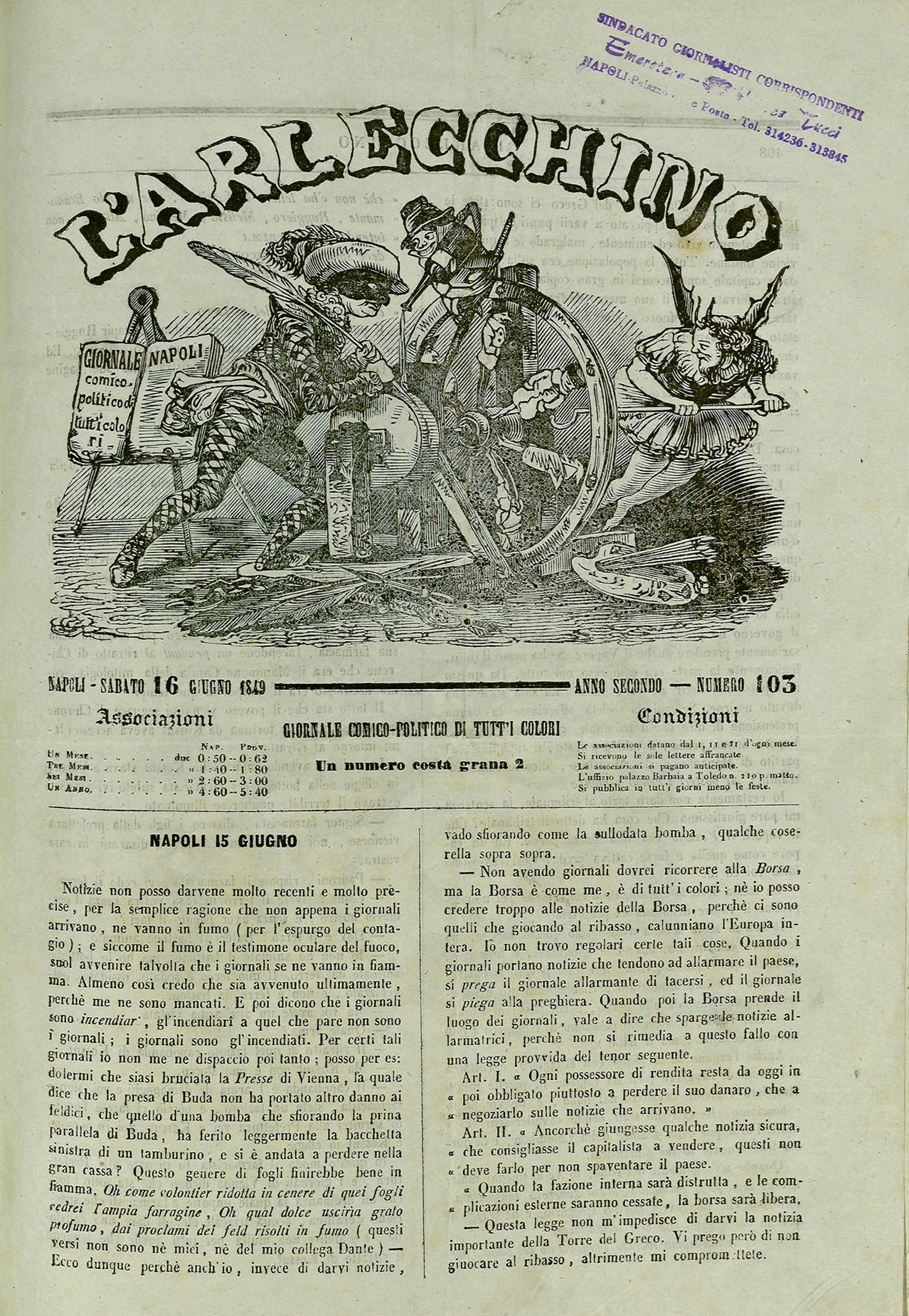
L'ultimo numero del 16 giugno 1849

L'Arlecchino è stato un celebre quotidiano satirico, fondato a Napoli nel 1848 durante il periodo della Rivoluzione siciliana. Risultò il più letto, salace e popolare di tutti i giornali del 1848.

## Storia
In seguito ai moti popolari del 1848 esplosi a Palermo ed in seguito in buona parte del Regno delle Due Sicilie, il re Ferdinando II oltre alla Costituzione concesse anche la libertà di stampa.
In questo contesto Napoli divenne il centro del giornalismo umoristico italiano, grazie alla pubblicazione de L'Arlecchino, giornale comico politico di tutti i colori, come riportato nella stessa testata del giornale. Il primo numero uscì il 18 marzo 1848 al costo di 2 grana e provocò un proliferare di altre testate.
Come gli altri quotidiani del tempo, aveva una foliazione di quattro pagine. La prima pagina era occupata per metà da una xilografia di Arlecchino, intento ad affilare la penna su di una ruota, per raccontare ai lettori la storia e le sue intenzioni.
Questo foglio satirico umoristico, incontrò il favore del pubblico grazie alla sua vena battagliera, mordace, audace e non violenta. Letto da tutta Napoli come riportato da Salvatore Di Giacomo, pare che lo stesso Ferdinando II ne leggesse una copia tutti i giorni dopo cena.
Soldati svizzeri ne invasero la redazione il 15 maggio 1848, il direttore Emmanuele Melisurgo distrusse tutto il materiale che poteva risultare ostile o sovversivo al regime borbonico. Da uno studio di Alfredo Giovine, pare che il direttore fu condotto dagli elvetici a Palazzo Reale, e, riconosciuto come l'ingegnere della barricata di San Ferdinando fu condannato alla fucilazione immediata nei fossi del Maschio Angioino. Trovò la salvezza grazie ad un ufficiale della Marina che lo imbarcò su un bastimento ormeggiato nel porto. In seguito a questo evento, le pubblicazioni del giornale vennero sospese per due settimane e ripresero il 29 maggio con il numero 44. Ritenuto dal procuratore del re un giornale politico e quindi sottoposto al pagamento di una tassa speciale, dal 15 aprile 1849 le pubblicazioni cessarono per oltre un mese. Ripresero con il numero 88 del 28 maggio, ma fu definitivamente soppresso dal procuratore generale della Gran corte criminale di Napoli il 16 giugno 1849, in cui uscì il numero 103.
Dal 15 ottobre 1848 al 1º aprile 1849, al giornale venne allegato L'Arlecchino nei teatri, un settimanale distribuito la domenica dedicato al teatro, con numerazione propria, stampato su quattro pagine per un totale di 23 numeri.

## Direttori
- Emmanuele Melisurgo[1]

## Amministrazione
- Giuseppe Coppola[1]

## Redattori
- Giuseppe Orgitano[1]
- Felice Nicolini[1]
- Achille de Lauzières[1]
- Michelangelo Tancredi[1]
- Giuseppe Rosati[1]
- Domenico Ventimiglia[1]

## Caricature
Le caricature occupavano tutta la terza pagina.
- Enrico Colonna
- Luigi Mattei

## Tipografie
- Tipografia Flautina[2]
- Stamperia Parigina di Alessandro Lebon[2]
- Tipografia di Borel e Bompard[2]